# Erzbistum Colombo
Das Erzbistum Colombo (lat.: Archidioecesis Columbensis in Taprobane) ist eine in Sri Lanka gelegene römisch-katholische Erzdiözese mit Sitz in Colombo.

## Geschichte
Das Erzbistum Colombo wurde am 3. Dezember 1834 durch Papst Gregor XVI. aus Gebietsabtretungen des Bistums Cochin als Bistum Ceylon errichtet. Am 17. Februar 1845 wurde das Bistum Ceylon in Bistum Colombo umbenannt.
Am 1. September 1886 wurde das Bistum Colombo durch Papst Leo XIII. zum Erzbistum erhoben. Das Erzbistum Colombo wurde am 7. Juni 1887 Metropolitanbistum. Am 6. Dezember 1944 änderte das Erzbistum Colombo seinen Namen in Erzbistum Colombo in Ceylon. Das Erzbistum Colombo in Ceylon wurde am 22. Mai 1972 wieder in Erzbistum Colombo umbenannt.

## Ordinarien

### Bischöfe von Colombo
- Giuseppe Maria Bravi OSB, 1857–1860 Titularbischof von Tipasa in Mauretania und Apostolischer Vikar
- Hilarion Silani OSB, 1863–1879 Titularbischof von Callinicum und Apostolischer Vikar
- Clemente Pagnani OSB, 1879–1883, dann Apostolischer Vikar von Kandy
- Christophe-Etienne Bonjean (Christophe Ernest B.) OMI, 1883–1886

### Erzbischöfe von Colombo
- Christophe-Etienne Bonjean OMI, 1886–1892
- André-Théophile Mélizan OMI, 1893–1905
- Antoine Coudert OMI, 1905–1929
- Pierre-Guillaume Marque OMI, 1929–1937
- Jean-Marie Masson OMI, 1938–1944

### Erzbischöfe von Colombo in Ceylon
- Jean-Marie Masson OMI, 1944–1947
- Thomas Kardinal Cooray OMI, 1947–1972

### Erzbischöfe von Colombo
- Thomas Kardinal Cooray OMI, 1972–1976
- Nicholas Marcus Fernando, 1977–2002
- Oswald Gomis, 2002–2009
- Albert Malcolm Kardinal Ranjith, seit 2009